# Tyronn Lue
Tyronn Jamar Lue (ur. 3 maja 1977 w Mexico) – amerykański koszykarz, występujący na pozycji rozgrywającego, po zakończeniu kariery zawodniczej trener koszykarski, dwukrotny mistrz NBA jako zawodnik, jednokrotny, jako trener, obecnie trener Los Angeles Clippers. 
Karierę zawodniczą zaczął w 1998 będąc wydraftowanym przez Denver Nuggets, ale został oddany do Los Angeles Lakers, a skończył w 2009 w barwach Orlando Magic. Z drużyną Los Angeles Lakers dwukrotnie zdobywał mistrzostwo NBA. Po zakończeniu kariery pełnił funkcję asystenta trenera w Los Angeles Clippers. W sezonie 2014 dołączył do sztabu trenerskiego Cleveland Cavaliers.
22 stycznia 2016 został głównym trenerem Cavaliers. 19 czerwca 2016 doprowadził tę drużynę do pierwszego mistrzostwa NBA, wychodząc ze stanu 1–3 jako pierwszy trener w historii Finałów.
20 października 2020 został awansowany na głównego trenera Los Angeles Clippers.

## Osiągnięcia
NCAA
- Uczestnik turnieju NCAA (1998)
- Zwycięzca turnieju NIT (1996)[4]
- Wybrany do składów[5]:
  - I składu:
    - Big-12 (1998)
    - pierwszoroczniaków Big 8 (1996)
    - turnieju:
      - NIT (1996)
      - turnieju Big 12 (1998)

    - All-District 7 (1997–1998)

  - II składu Big-12 (1997)
- 2–krotny MVP Ameritas Classic (1996–1997)[5]

NBA
- Mistrz NBA (2000, 2001)[1]
- Wicemistrz NBA (2009)[1]

Trenerskie
- Mistrzostwo:
  - NBA (2016)
  - olimpijskie (2024 – jako asystent trenera)[6]
- Wicemistrzostwo NBA (2015 – jako asystent trenera[7], 2017)
- Trener drużyny Wschodu podczas meczu gwiazd NBA (2016)